# Torero (stierenvechter)

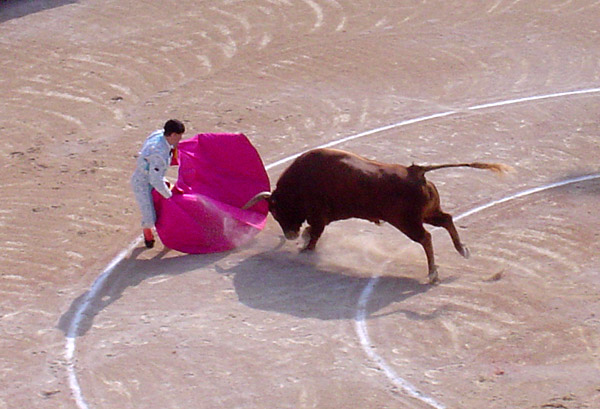
Een torero in actie met de muleta in Arles

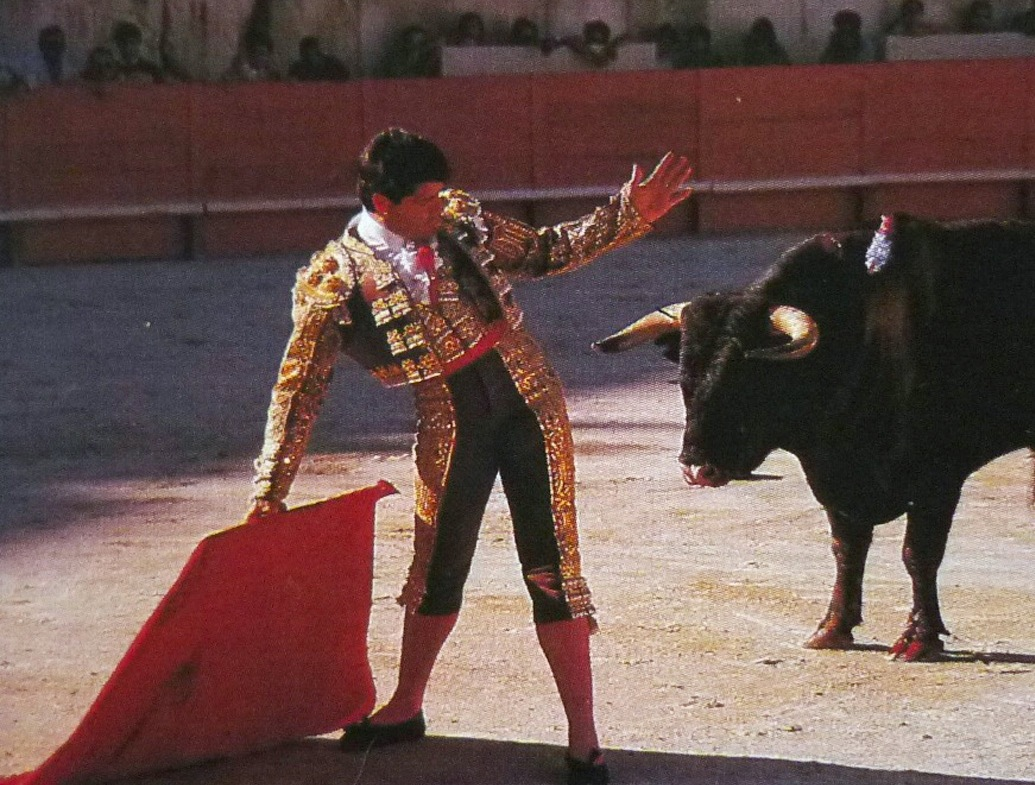
Paco Ojeda

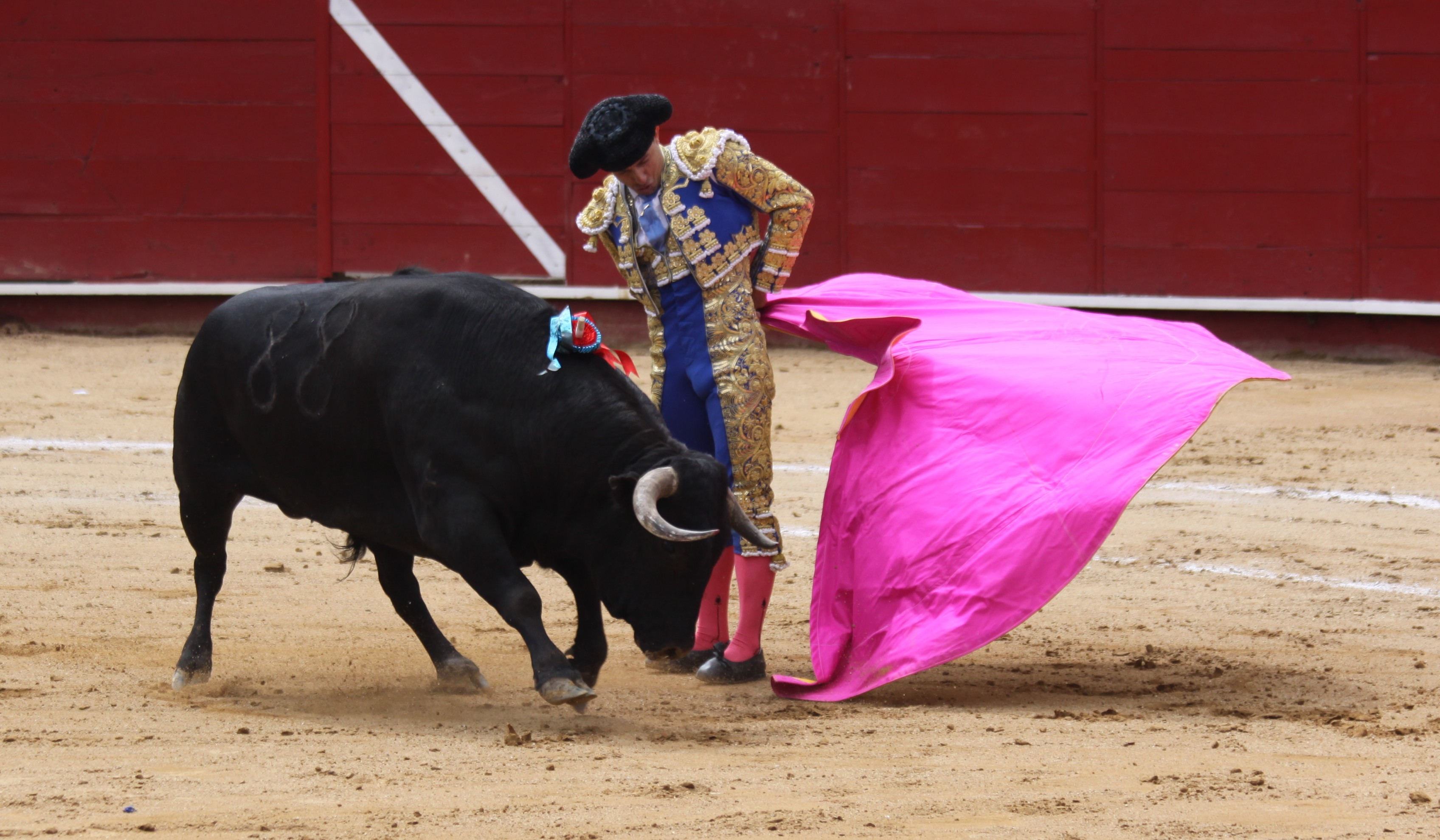
Rafaelillo

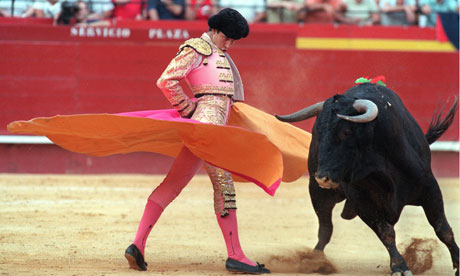
Las Ventas

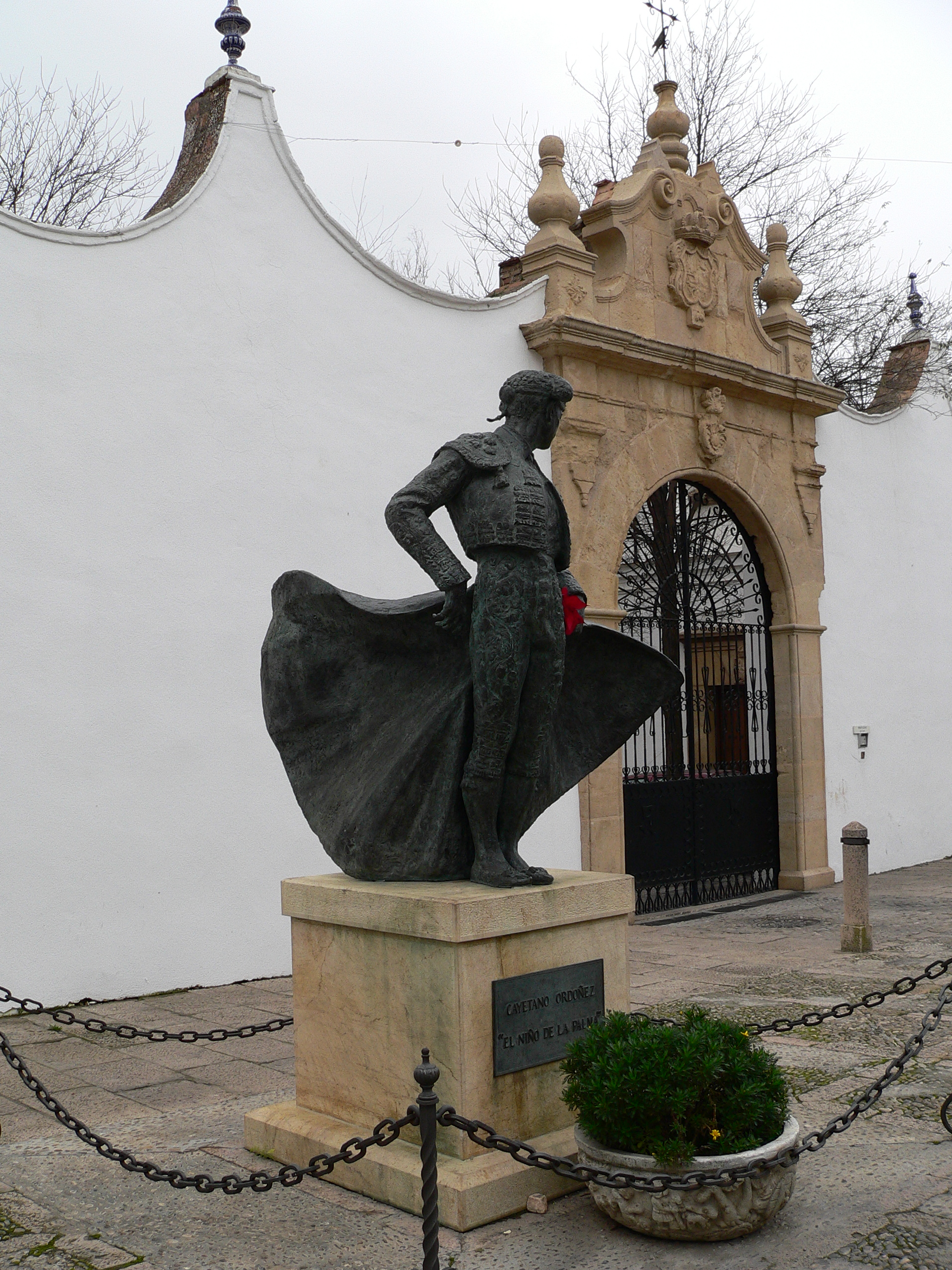
Standbeeld van Niño de la Palma in Ronda

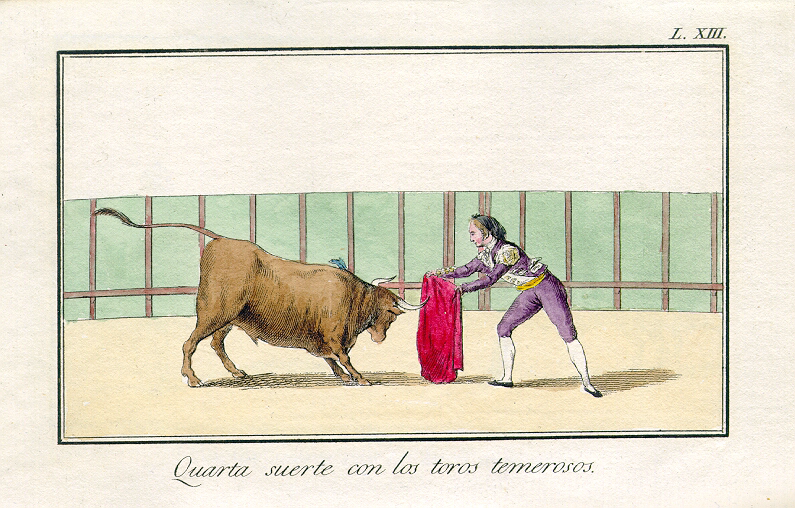
José Delgado y Gálvez

De torero is de persoon bij het stierenvechten die de stier uitdaagt en bevecht. Bij de meeste stierengevechten (Spaans: corridas) treden diverse torero's na elkaar op: de picadores die de stier met spiesen verwonden, de banderilleros, die speren met weerhaken in het lichaam van de stier steken en ten slotte de matador die de stier doodt (matador betekent "doder").
Torero's zijn in de regel vrij kleine slanke en lenige mannen. De enige bekende torera, dus vrouwelijke torero, Cristina Sánchez, trok zich eind 1999 uit de arena terug.
Buiten Spanje treedt de torero ook op bij stierengevechten in Portugal, Frankrijk, en Mexico, Venezuela, Peru, Colombia en Ecuador.
In plaats van torero wordt buiten Spanje ook wel toreador gezegd. De kenners beschouwen dit woord meestal als een misvatting. Vaak zegt men dat dit woord bedacht is door Georges Bizet, die in de opera Carmen de stierenvechter met dit woord aanduidt. Die opera is echter geschreven naar een roman van Prosper Mérimée, waarin ook sprake is van toreador. In werkelijkheid bestond het woord 'toreador' al veel eerder, en het is wel degelijk van Spaanse oorsprong: tot de achttiende eeuw was de toreador in Spanje een stierenvechter te paard.

## Cultuur
De torero geniet in het klassieke Spanje veel aanzien. Veel torero's worden aanbeden als halfgoden, met nog meer status dan de in Spanje al bijzonder bewonderde voetballers, en vooral op vrouwen kan een stierenvechter een bijzondere aantrekkingskracht hebben. Er wordt een vorm van mannelijkheid (machismo) aan het stierengevecht toegedicht, volgens tegenstanders onterecht vanwege de in hun ogen ongelijke strijd tussen de torero en de (vaak verzwakte) stier.
De oorsprong van het stierenvechten gaat ver terug. Eigenlijk verbeeldt de torero een vrouwelijke priesteres, en gaat de confrontatie over de strijd tussen de elegantie van de vrouwelijkheid (de torero) tegenover het brute geweld van de mannelijkheid (de stier).

### Torero's in de kunst
Door de bijzondere positie van de torero in de maatschappij, en de spectaculaire combinatie van elegantie en wreedheid, is de torero een dankbaar onderwerp van allerlei kunstuitingen geworden:
- De Amerikaanse schrijver Ernest Hemingway woonde een tijd in de bakermat van het stierenvechten, het Andalusische stadje Ronda. Hier bevindt zich ook de oudste stierenvechtersarena (plaza de toros) van Spanje en werden de beroemde torero's Pedro Romero en Cayetano en Antonio Ordóñez geboren.
- De Nederlandse beeldhouwer André Schaller maakte een beeldhouwwerk Hommage à un Torero, dat zich bevindt in Amstelveen.
- De surrealist Salvador Dalí schilderde van 1968 tot 1970 het schilderij De hallucinogene toreador[1] en in 1968 het Tauromachia I - El Torero, El Matar.[2]
- De Spaanse kunstenaar Pablo Picasso was een liefhebber van stierenvechten en beeldde het thema torero en stier veelvuldig uit in zijn werk.
- De 19e-eeuwse Franse kunstschilder Édouard Manet schilderde in 1862 Victorine Meurand en Costume d'Espada en in 1865 Le Toréador Mort.
- Francisco Goya maakte rond 1815 een serie prenten met als titel Tauromachia.
- Alfred Flechtheim werd door Jules Pascin afgebeeld als torero in het werk Alfred Flechtheim en toréador (1927).
- Gustave Doré maakte rond 1860 een serie van ruim veertig prenten met als thema de Tauromachia.
- Zoals meer Zuid-Spaanse musici, maakte de Spaanse popgroep Azúcar Moreno in 1991 een nummer met als titel Torero!.
- In 2003 bracht de Puertoricaanse zanger Chayanne ook een nummer met de titel Torero uit.
- Francis Cabrel schreef een lied over het stierengevecht door de ogen van de stier, La Corrida getiteld.
- De film Hable con ella uit 2001 van Pedro Almodóvar draait onder meer rond een vrouw die door haar werk als torera (een vrouwelijke torero) in coma raakt.

Verspreid over Spanje staan veel beelden van torero's, een voorbeeld is de Niño de la Palma in Ronda.

## Beroemde torero's
- Joaquín "Costillares" Rodríguez, Sevilla (1729-1800)
- Pedro Romero, Ronda (1754-1839)
- Cayetano Ordóñez (Niño de la Palma), Ronda (1904-1961)

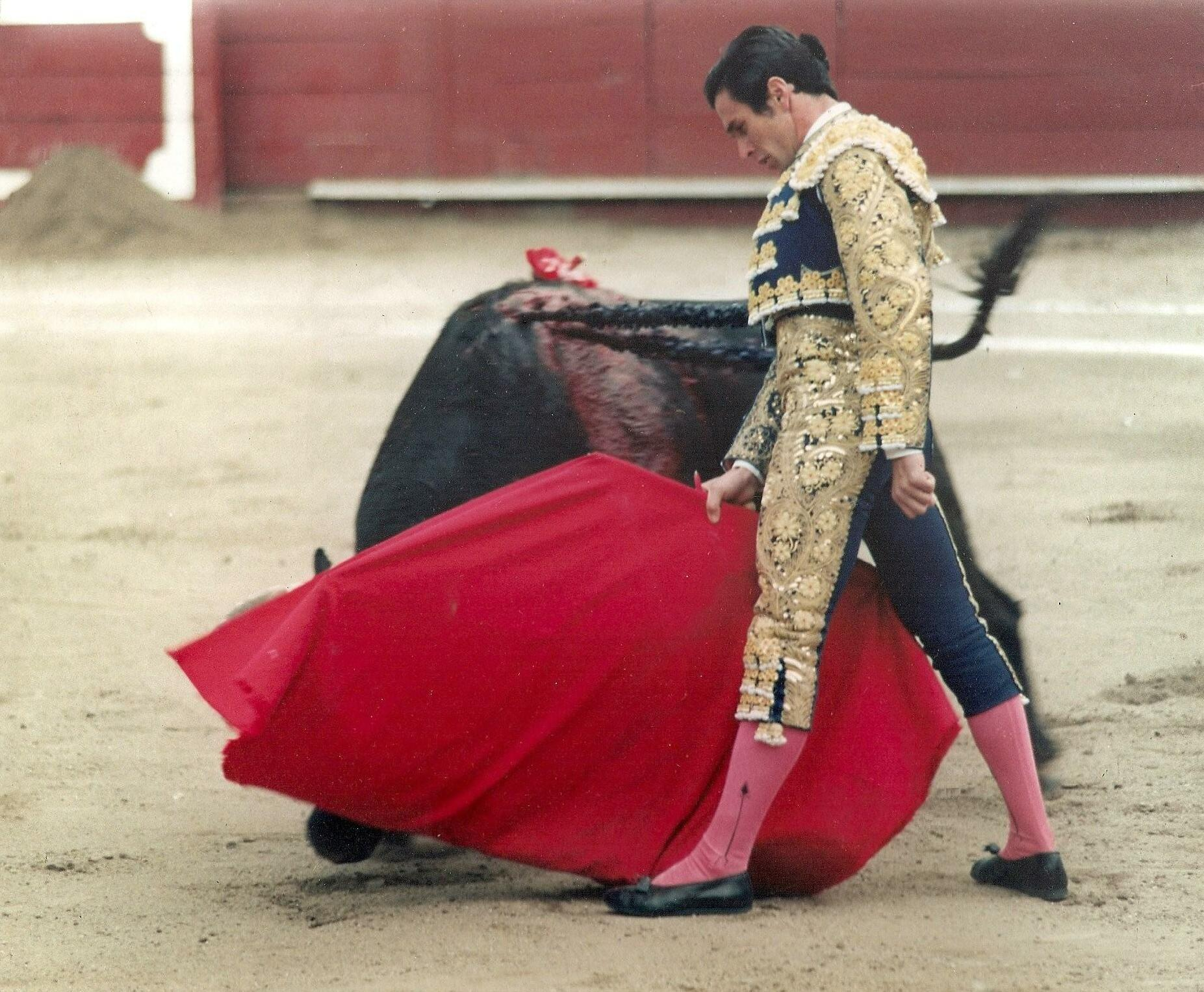
José Miguel Arroyo Delgado
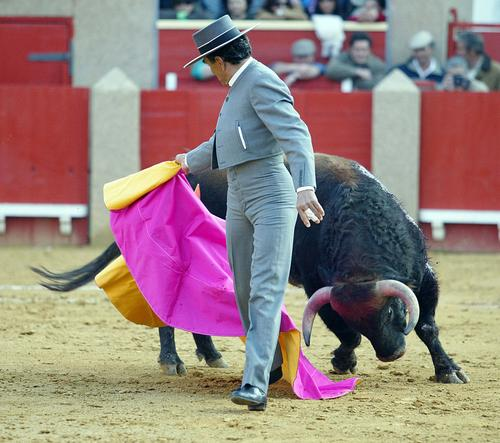
José Luis Parada